# کارخانه ماشین‌سازی دمیخووا
کارخانه ماشین‌سازی دمیخووا (روسی: Демиховский машиностроительный завод) شرکت صنایع سنگین روسی است، که در سال ۱۹۳۵ تأسیس شد.